# Macarena (Siviglia)

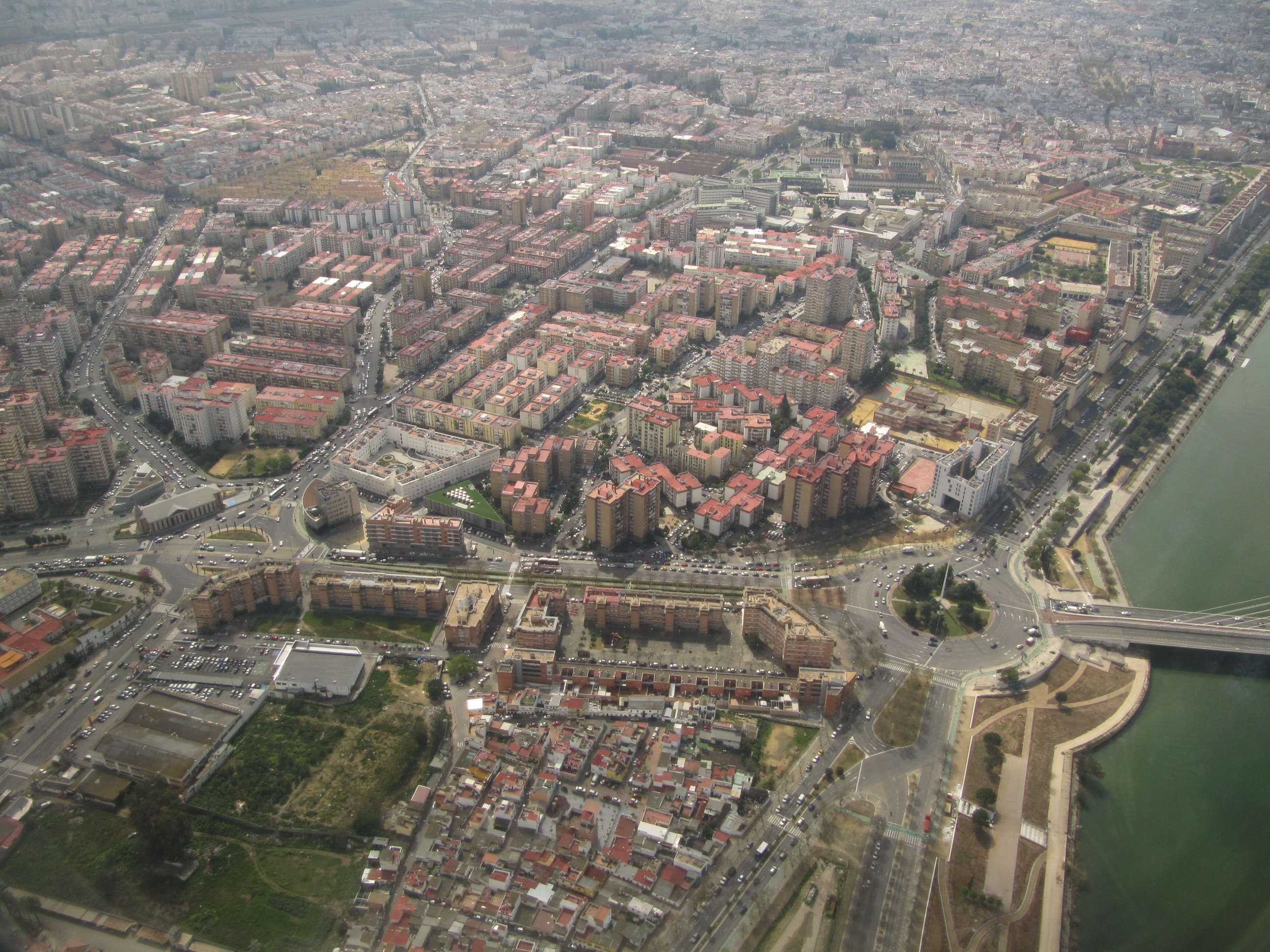
Vista aerea del quartiere Macarena

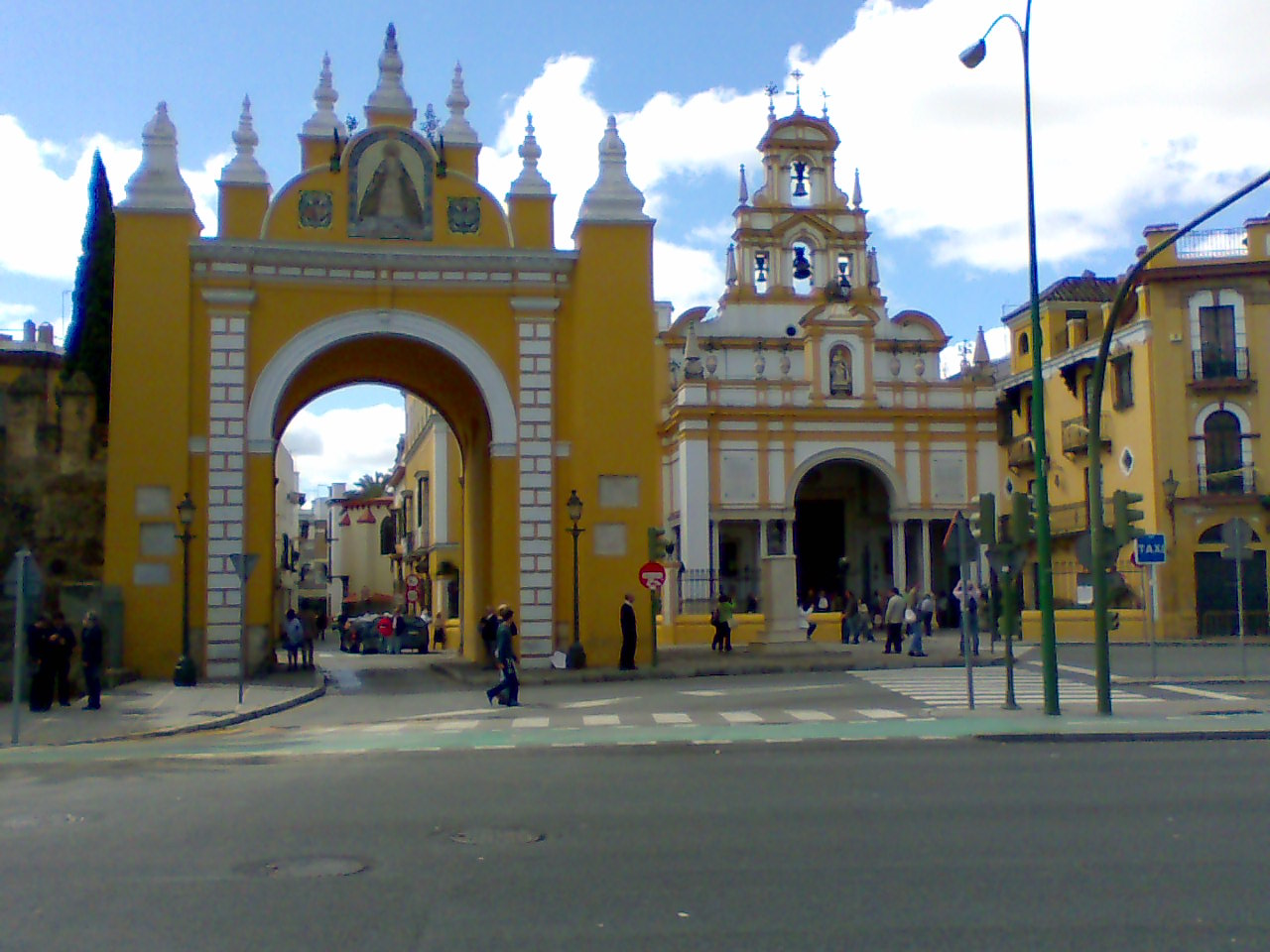
Porta e Basilica della Macarena

La Macarena è un quartiere, nonché uno degli undici distretti amministrativi, di Siviglia, in Spagna.
Si trova situato nella zona centro nord della città: confina al sud con i distretti di Casco Antiguo e San Pablo-Santa Justa; ad est e a nord con il distretto Nord e ad ovest con Triana.
Nella Macarena, uno degli storici quartieri popolari di Siviglia, sono presenti il Santuario de la Virgen de la Macarena, il Parlamento andaluso (l'antico Hospital de las Cinco Llagas), la muraglia della Macarena, la Torre de los Perdigones nell'omonimo parco e l'ospedale universitario Virgen de la Macarena.